# Bistrica (okręg braniczewski)
Bistrica (cyr. Бистрица) – wieś w Serbii, w okręgu braniczewskim, w gminie Petrovac na Mlavi. W 2011 roku liczyła 704 mieszkańców.